# A Different Way
A Different Way è un singolo del DJ e produttore discografico francese DJ Snake pubblicato nel 2017.

## Descrizione
Realizzato in collaborazione con il cantante statunitense Lauv, il brano è stato scritto da Lindy Robbins, Ilsey Juber, Ed Sheeran, Johnny McDaid, William Grigahcine e Steve Mac, con produzione di DJ Snake.

## Tracce
Download digitale
Testi e musiche di Lindy Robbins, Ilsey Juber, Ed Sheeran, Johnny McDaid, William Grigahcine, Ryan Tedder, Steve Mac.
1. A Different Way (featuring Lauv) – 3:18

Remix
1. A Different Way (Curbi Remix) – 4:18